# تپه دول داریاب
تپه دول داریاب مربوط به دوره اشکانیان - دوره آل بویه است و در شهرستان دورود، بخش مرکزی، دهستان دورود، ۲ کیلومتری جنوب روستای داریاب واقع شده و این اثر در تاریخ ۲۳ بهمن ۱۳۸۵ با شمارهٔ ثبت ۱۷۲۱۶ به‌عنوان یکی از آثار ملی ایران به ثبت رسیده است.